# Tim Louis
Tim Louis, né à Cliffside Park dans l'état américain du New Jersey, est un musicien et homme politique libéral canadien élu pour la première fois député à la Chambre des communes du Canada pour représenter la circonscription fédérale de Kitchener—Conestoga lors des élections fédérales canadiennes de 2019, battant le sortant Harold Albrecht.

## Biographie

### Carrière musicale
Né dans le New Jersey, Tim Louis est un chanteur et pianiste de jazz. Il commence à jouer du piano à cinq ans, pour finalement étudier et obtenir en 1991 un baccalauréat ès arts en musique à l'Université Rutgers, où il a étudié avec le pianiste de jazz Kenny Barron. Après avoir obtenu son diplôme, Louis poursuit ses études dans l'enseignement primaire et, en même temps, une carrière musicale, jouant avec une alliance italienne et un groupe de rock and roll en tournée, Soul Engines, qui a ouvert pour des groupes tels que Hootie and the Blowfish mais dont le premier album produit par Teo Macero est sabordé lorsque son label indépendant se retire.
Louis déménage en 1994 à Kitchener, la ville natale de sa future épouse, et marie cette dernière le 21 septembre 1995. Il tourne avec des artistes canadiens de musique country, dont Lace et Jamie Warren, avec lesquels il remporte le prix SOCAN 2002 de l'auteur-compositeur pour le single Sunny Day in the Park, et enregistre ensuite une série d'albums de jazz, dont Til it be Tomorrow (2006), Untrue (2009), Snowflakes in Bloom (2010), Snapshots (2012) et Bittersweet (2019), . Entre 2012 et 2019, Louis anime une émission de radio jazz, Tim's Jazz Sessions, sur la station CICW-FM émettant dans le canton de Centre Wellington, à partir de laquelle il développe également deux épisodes télévisés pilotes.

### Carrière politique

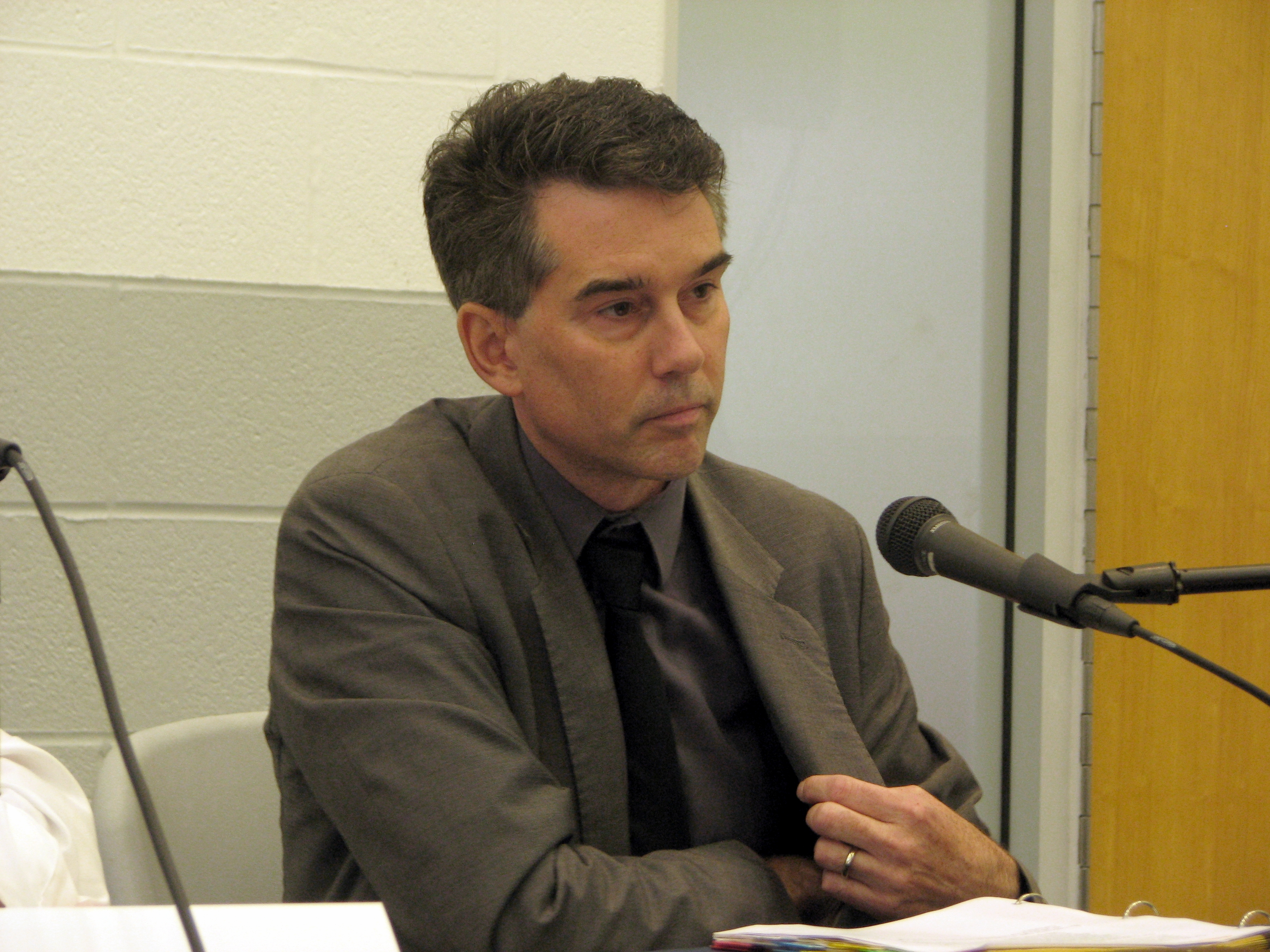
Louis lors d'un débat concernant l'élection de 2015

En 2015, Tim Louis se présente sans succès contre le député conservateur sortant Harold Albrecht, qui occupe le siège depuis 2006. Lors de l'élection suivante, en 2019, Louis renverse Albrecht, mais n'est confirmé vainqueur dans sa circonscription que le lendemain matin du jour de vote. Des erreurs d'écriture dans cinq bureaux de vote ont empêchés qu'ils soient ouverts et comptés pendant plus de 12 heures. Louis déclare à CBC News que sa victoire en 2019 est basée sur une meilleure compréhension de la particularité de sa circonscription, les cantons de la circonscription par rapport à 2015 et aborde des problèmes tels que l'accessibilité financière, le changement climatique et le système de santé. Il est réélu pour un second mandat en 2021. Louis augmente à cette occasion sa majorité mais le résultat est à nouveau serré et son élection n'est annoncée que trois jours après l'élection.
Depuis son élection, Louis siège au sein de nombreux comités parlementaires, dont les comités de la pandémie de Covid-19, du Patrimoine canadien et de l'Agriculture et de l'Agroalimentaire.
Il est réélu en 2025.

## Résultats électoraux
|       | Candidat            | Parti             | # de voix | % des voix |
|       | (X) Harold Albrecht | Conservateur      | +20 649,  | 43,68 %    |
|       | Tim Louis           | Libéral           | +20 398,  | 43,15 %    |
|       | James Villeneuve    | NPD               | +04 653,  | 9,84 %     |
|       | Bob Jonkman         | Vert              | +01 314,  | 2,78 %     |
|       | James Sears         | Parti libertarien | +00254,   | 0,54 %     |
| Total | Total               | Total             | 47 268    | 100 %      |